# Mikoszów
Mikoszów (niem. Niclasdorf) – wieś w Polsce, położona w województwie dolnośląskim, w powiecie strzelińskim, w gminie Strzelin.
| SIMC    | Nazwa   | Rodzaj    |
| ------- | ------- | --------- |
| 1004885 | Górniki | część wsi |

W latach 1975–1998 wieś administracyjnie należała do województwa wrocławskiego.

## Położenie i powierzchnia
Miejscowość Mikoszów jest położona w odległości niespełna 2 km od granic miasta Strzelina. Sołectwo jest podzielone na 298 działek o łącznej powierzchni 470,7 ha.

## Historia
Wzmianki na temat wsi i majątku szlacheckiego mieszczącego się na tym terenie pochodzą z końca XIX wieku. Ówczesnym właścicielem był porucznik von Goldfuss. W miejscowości znajdował się pałac i folwark pański. Poza nim mieścił się jeszcze jeden majątek ziemski, stanowiący własność królewskiego urzędu podatkowego w Strzelinie. Kolejnymi właścicielami majątku byli Oscar Rohde i jego potomkowie, którzy zarządzali dobrem z krótką przerwą do 1945 roku. Pod koniec XIX wieku do majątku należały również położone nieopodal wsi kamieniołomy i cukrownia. W tym samym okresie przez północne obrzeże wsi poprowadzono linię kolejową ze Strzelina do Ząbkowic Śląskich, z przystankiem Mikoszów. W tej części wsi założono także strażnicę kolejową. Dużą grupę mieszkańców wsi stanowili wówczas Polacy i Czesi.
15 marca 1984 część wsi (131,35 ha) włączono do Strzelina.

## Kamieniołomy
W styczniu 1998 Dromex Quarry stał się właścicielem działki i złoża w Mikoszowie. W skład złoża wchodzi drobnoziarnisty granit i gnejs. Prace z odkrywaniem złoża rozpoczęły się w październiku 1998, a w kwietniu 1999, ruszyła produkcja. Granit po wydobyciu, dostarczany był do kruszarek, a następnie taśmociągami do dalszej przeróbki. Po zakończeniu prac budowlanych z autostradą A-4, jakie prowadził Dromex Quarry na terenie województwa dolnośląskiego, kamieniołom został przeznaczony do sprzedaży. Przez następne lata, zmieniali się właściciele. 
W listopadzie 2009 doszło do połączenia spółek Kopalnia Granitu Mikoszów oraz Kopalnia Kruszywa Szczytniki Małe przez przejęcie całego majątku Kopalni Kruszywa Szczytniki Małe przez Kopalnie Granitu Mikoszów. Od lutego 2010 funkcjonują pod nową nazwą Mineral Polska Sp. z o.o., firma zajmuje się pozyskiwaniem i wydobyciem materiałów kamiennych dla budownictwa drogowego i kolejowego. Mineral Polska jest również właścicielem całych strzelińskich kamieniołomów po rezygnacji dotychczasowej firmy JP z końcem roku 2010.

## Stowarzyszenie Św. Celestyna
Od 22 lutego 1991 działa tam Stowarzyszenie Świętego Celestyna zajmujące się leczeniem osób niepełnosprawnych.